# Kétou
Kétou (o Ketu) és una ciutat del sud-és del Bénin, situada a l'extrem nord del departament de Plateau. És capçalera del municipi epònim, que reagrupa 28 pobles.

## Geografia
El municipi de Ketou es presenta com una gran comunitat rural, encara poc desenvolupada.
La ciutat de Kétou se situa a 140 km al nord de Cotonou i a 100 km de la capital Porto-Novo. La frontera amb Nigèria, es troba a 17 km a l'est, al poble de Ilara.

## Demografia
La població de la ciutat s'eleva a 156 497 habitants segons el cens general de la població de 2013.
Kétou és una ciutat majoritairement ioruba (o nagot), encara que les comunitats fon, mahi i holli hi siguin fortament representades.

## Economia
L'essencial de l'economia de Ketou descansa sobre l'agricultura i el comerç. L'acabament dels eixos viaris Ketou–Ilara i Pobé-Ketou hauria de desenclavar la ciutat i fer-ne un encreuament comercial important.
La ciutat està electrificada i l'aigua corrent és disponible.

## Administració
En tant que capçalera del municipi de Kétou, es troben a la ciutat un cert nombre de serveis, entre els quals una gendarmeria, una estació de policia, una duana, un camp militar, un hospital, una recepta PTT, una banca de micro crèdit, diverses escoles primàries i dos col·legis.

### Els alcaldes de Kétou
Des de les eleccions comunals de 2015, l'alcalde del municipi és Jean-Pierre Babatoundé. Va succeir a l'alcalde sortint, el metge Saliou Salami Osséni.

## Història
La ciutat és seu d'un antic regne ioruba originat directament al bressol del poble ioruba, a Ilé-Ifè. El sobirà actual, el rei Alade Ife, fou coronat 50è Alaketu el 17 de desembre de 2005.

### Els orígens – d'Ife a Kétou
Els diferents grups ioruba troben tots els seus orígens a la ciutat d'Ilé-Ifè a la Nigèria actual i al seu fundador fou Oduduwa. La dispersió i les migracions de les ioruba són el fet de set descendents d'Oduduwa, cadascun dels quals hauria creat un dels set grans regnes iorubes, dipositaris legítims de la corona ioruba. Segons la tradició, Kétou és clarament considerat com un membre major de la família ioruba, ja que, a la seva mort, Oduduwa va deixar set prínceps i princeses, ancestres dels diferents grups constituent el poble ioruba i entre ells, el segon fill, una princesa, esdevenia la mare d'Alaketu, la ancestre del poble de Kétou.
Segons les tradicions de Kétou, un cert Shopashan seria a l'origen de la fundació del regne. Hauria abandonat Ile-Ife amb la seva família i altres membres del seu clan, per dirigir-se cap a l'oest, abans d'instal·lar-se finalment a Aro, al nord-est de Kétou. Ràpidament, Aro va esdevenir massa petit per la població creixent del clan, i es va prendre la decisió de buscar un lloc més gran i adaptat a les necessitats del grup.
El nou rei Ede va buscar el consell d'un vell casador de nom Alalumon, que li va indicar la localització del que aviat esdevindria Ketou. El rei Ede va abandonar doncs Aro amb 120 famílies i es va instal·lar sota l'arbre del casador Alalumon al voltant del qual la ciutat va ser construïda, el qual ha marcat la localització fins avui dia.
El periple que va portar a Ede fins a Kétou és avui encara molt present en les memòries i les tradicions de la zona, ja que cada nou rei ha de repetir-lo abans de la seva entronització.
Així fou fundat el regne de Ketou tal com existeix avui dia. El rei Ede, encara que fundador de la ciutat, no és que considerat més que el setè Alaketu, ja que hauria estat precedit per sis sobirans des del temps d'Aro.

### Els primers reis de Ketou
No existeix cap data segura en relació amb la fundació de Kétou i les estimacions varien del segle xi al XIV. La història de Kétou, com de l'Àfrica en el seu conjunt, descansa essencialment sobre les tradicions orals, sovint imprecises i contradictòries. Així no es coneix gran cosa sobre l'evolució de Kétou després del regnat del rei Ede.
Sembla tanmateix clar que els ioruba no foren pas els primers a establir-se a Kétou. La tradició indica la presència anterior d'un poblament autòcton a la regió, al poble de Kpankou, a alguns quilòmetres de Kétou. Els primers iorubes que van arribar els estaven agraïts, ja que van encendre el primer foc gràcies a la caritat d'una certa Iya Kpankou. Aquest gest ha quedat en la memòria de Kétou, a través d'un « ritual del foc » que es desenvolupa en el moment de la mort de l'Alaketu. A l'anunci de la desaparició del rei, tot foc ha d'estar apagat a la ciutat, mentre que un ministre del rei es ret a Kpankou demanar el foc amb la finalitat de il·luminar totes les llars de Ketou.
Encara que relativament pacífica, la història antiga de Kétou és plena de tensions i de conflictes. La defensa del regne s'havia assegurat en part per l'existència de impressionants fortificacions, encara visibles avui dia. Les muralles i la porta guardada, únic accés a la ciutat, fou l'obra del rei Sa, quatorzè sobirà de Ketou.

### La caiguda de Kétou
A partir del segle XVIII, la història de Ketou entra en un període de disturbis i de conflictes, amb el fons la rivalitat que oposa els regnes fon de Dahomey i ioruba d'Oyo. Fent el paper de « zona tampó» entre les dues grans potències, Kétou va patir de ple l'agressivitat dels sobirans dahomeians i es va trobar compromesa en nombroses batalles amb els reis d'Abomey.
Un primer incident d'importància major es desenvolupà prop de Kétou eñ 1858, amb l'assassinat del rei Ghézo al poble de Ekpo, una dependència de Kétou. L'esdeveniment va provocar una gran agitació a Kétou. Tement una replica dahomeiana, el rei Adegbede va vacil·lar, atraient-se així l'hostilitat dels seus subjectes. La confusió general, afegida a la impopularitat del rei va suposar un final tràgic, ja que Adegbede es va veure obligat a suïcidar-se.
Amb l'accessió al tron del rei Glélé, els ardors dahomeians es van dirigir llavors sobre els altres regnes ioruba. De part i d'altra, s'acusava a Kétou de complicitat amb l'enemic i sembla cert que l'exèrcit dahomeià tenia el costum des reavituallar-se a Ketou.

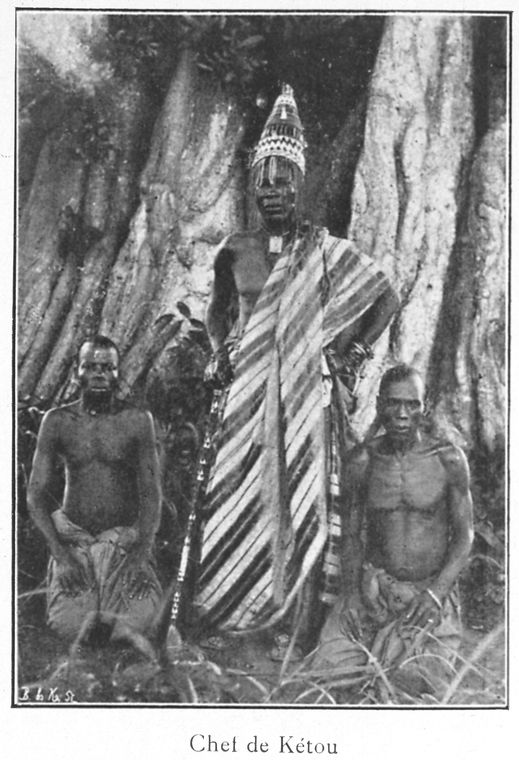
Cap de Kétou (1900)

En 1883, una banal disputa d'aprovisionament va desfermar el furor de Glélé que va jurar destruir Ketou. L'agost, aprofitant d'una disputa que oposava Kétou i Ibadan, Glélé va llançar les seves tropes sobre Kétou, que tenia les seves forces de defensa ocupades en el conflicte contra Ibadan. El rei Ojeku va ser de seguida capturat i decapitat, mentre que el seu regne fou posat a foc i a sang per l'exèrcit de Glélé.
Malgrat aquesta victòria completa, el rei Glélé no havia pas posat final a la seva hostilitat envers Kétou. Amb el redreçament de Kétou, va buscar d'uns altres mitjans per desfer-se definitivament del seu enemic. Sabent per un informador que la nova estratègia militar de Kétou era essencialment defensiva, va llançar el 1886 una ofensiva d'envergadura contra el regne. L'atac va ser de curta durada i particularment sagnant per les tropes dahomeianes, ja que la muralla de Kétou es va demostrar infranquejable. Es va decidir doncs decidit de assetjar la ciutat i d'afeblir-la pel bloqueig i la fam. Al terme d'un setge de tres mesos, Glélé va supervisar personalment la destrucció total de Kétou. La ciutat fou saquejada, els temples i altars van ser destruïts i totes les cases cremades. La majoria dels soldats i gent de Kétou van ser conduïts lligats fins a Abomey per patir la vergonya i la crueltat, mentre que els seus caps eren executats sense pietat.
Va caldre esperar vuit anys amb la derrota dahomeiana a mans de les tropes franceses del general Dodds, per veure la renaixença de Kétou. Fou doncs en 1894, sota el regnat d'Oyingin, que Ketou s'aixeca definitivament. Des de llavors, Kétou ha conegut quatre sobirans, del qual l'actual rei Alade Ife, és al tron des de desembre del 2005.

### L'actual rei Alade Ife
Al final del regnat del 49è rei Adetutu el 3 de setembre de 2002, i després de consultar l'oracle d'Ife, la tria per assumir la funció reial va recaure en el anomenat Basile Gbotche. Nascut a Kétou cap a 1948, havia fet carrera en l'administració pública en tant funcionari al Ministeri de Planificació i Desenvolupament. Va ser coronat el 17 de desembre de 2005 sota el nom de regnat d'Alada Ife (« portador de la corona d'amor »).
Com tots els reis abans que ell es va sotmetre al ritual del pelegrinatge, reprenent l'itinerari que va conduir el primer rei des de Nigèria fins a Kétou. Així es va retre per efectuar els sacrificis habituals, a Idofa, Imeko, Illikimou, Idigny, Irokogny i Opometa abans d'entrar a Kétou per la porta Akaba Idena.
Abans de ser coronat, el rei igualment ha de familiaritzar-se amb els secrets de la seva funció. Així fou iniciat durant diverses retirades reials en ciències endevinatories i en afers religiosos que li permetin exercir el seu càrrec. Una vegada aquestes etapes efectuades, el rei pot entrar oficialment en exercici.

## Cultura
Es troba al lloc un gran nombre de danses i de cerimònies religioses ioruba (culte Orisha), com les mascares gueledes (classificats al patrimoni cultural mundial del UNESCO), els eguns, etc.
Igualment, les tradicions de Kétou influeixen fortament les religions africanes del Brasil. Es troba sobretot el Candomblé Ketu a la regió de Salvador de Bahia.

### El patrimoni turístic i artesanal
Ciutat històrica, Kétou posseeix diversos llocs d'interès. La indústria turística no està del tot desenvolupada encara que tingui diversos hotels i albergs, dels quals un de bon nivell. La visita de Kétou s'articula al voltant delsllocs següents:
- el Palau Roial, on és possible de trobar al rei ;
- el museu Akaba Idena (la porta magica), on es troben les fortificacions de la ciutat, l'antiga entrada única del regne així com de nombrosos altars religiosos i escultures ioruba ;
- el fetitxe Aïtan-Ola, enterrat sota un munt de restes sagrades, de l'altura del qual es té una vista esplèndida de la ciutat ;
- els mercats de la ciutat, molt animats i deld qual el més gran és el mercat Assestar.

### Agermanament
Ketou està agermanada amb la ciutat francesa de la Mothe-Achard (Vendée) i des de novembre 2006 amb la ciutat de Vauréal (Val-de Oise).